# Steffen-Claudio Lemme

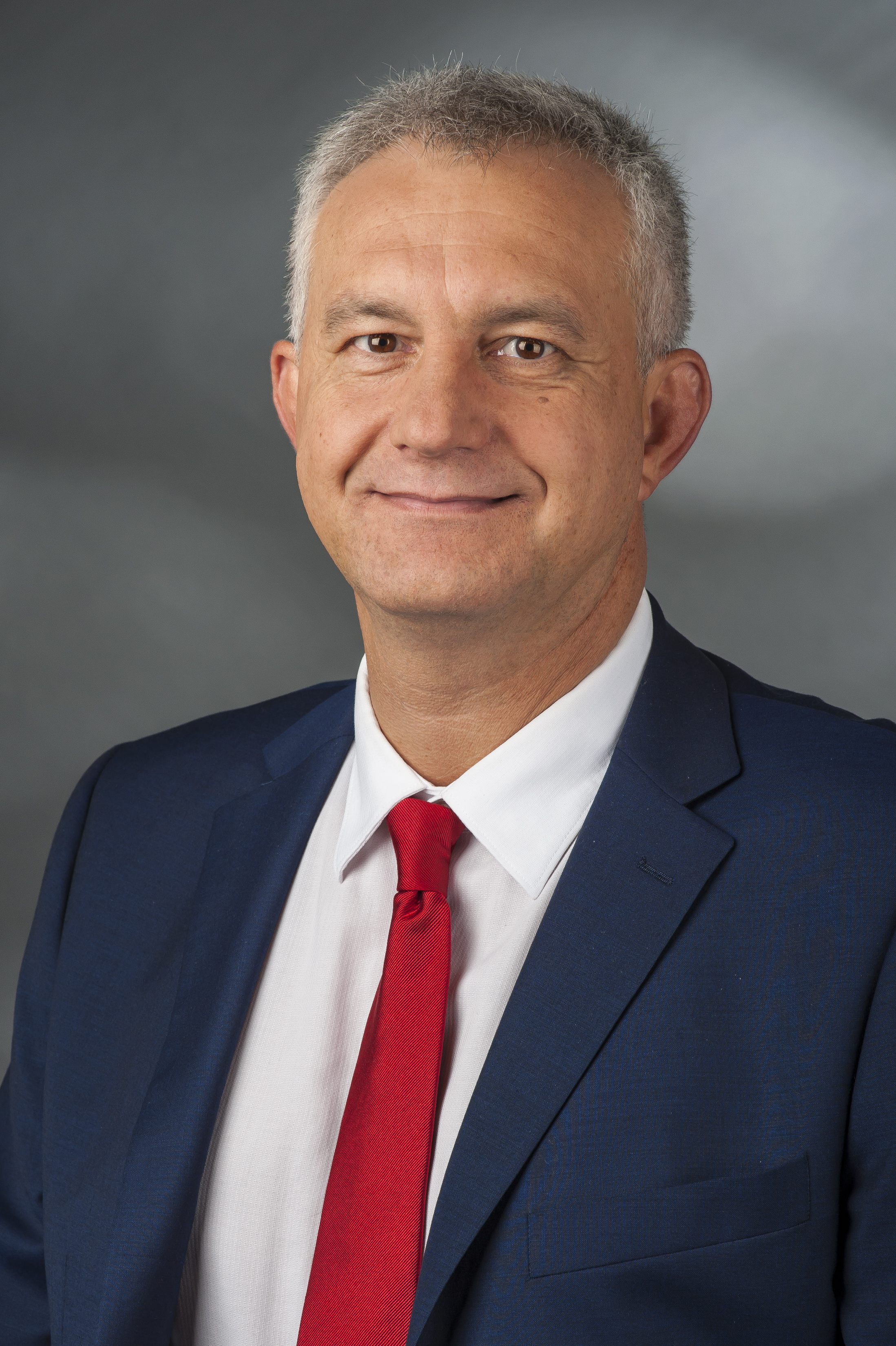
Steffen-Claudio Lemme (2014)

Steffen-Claudio Lemme (* 1. April 1965 in Erfurt) ist ein deutscher Politiker (SPD) und Gewerkschafter. Von 2009 bis 2017 war er Mitglied des Deutschen Bundestages.

## Beruflicher Werdegang
Nach dem Schulabschluss an einer Polytechnischen Oberschule absolvierte Lemme eine Ausbildung zum Kfz-Mechaniker, die er im Jahr 1983 als Facharbeiter abschloss. Von 1984 bis 1985 arbeitete er im FDGB-Stadtvorstand Erfurt. Zwischen 1985 und 1986 absolvierte er ein Studium der Gesellschaftswissenschaften an der Bezirksgewerkschaftsschule Erfurt. Von 1987 bis 1989 folgte ein Studium der Gesellschafts- und Politikwissenschaften an der Gewerkschaftshochschule in Bernau. 1990 arbeitete er als Rettungsschwimmer und Maschinenschlosser. Von 1991 bis 1998 war er Landesjugendsekretär und später Sekretär für berufliche Bildung und Arbeitsschutz und Handwerk im DGB-Landesbezirk Thüringen. Zwischen 1998 und 2001 war er als Referatssekretär für Berufliche Bildung, Handwerk, Arbeitsschutz, Jugendhilfe und Medienpolitik tätig. Im Anschluss war er bis 2004 Organisationssekretär der DGB-Region Mittelthüringen und danach Regionsvorsitzender. Seit 2006 war er Landesvorsitzender des DGB Thüringen sowie Vorsitzender der DGB-Region Mittel-/Nordthüringen und stellvertretender Bezirksvorsitzender des DGB-Bezirks Hessen-Thüringen. Im November 2009 wurde Renate Licht zur neuen Landesvorsitzenden gewählt.
Lemme ist ledig und hat ein Kind.

## Politische Karriere
Zunächst war Lemme Mitglied der SED. Nach der Wende wurde er Mitglied der SPD, trat jedoch 1994 wieder aus. Erst 2008 trat er wieder in die Partei ein. Bei der Bundestagswahl 2009 trat er im Wahlkreis Kyffhäuserkreis – Sömmerda – Weimarer Land I für ein Direktmandat an. Obwohl er mit 18,1 % der Erststimmen nur den dritten Platz belegen konnte, zog er über den dritten Platz der Landesliste dennoch in den Bundestag ein.
Bei der Aufstellung der SPD-Landesliste zur Bundestagswahl 2017 unterlag er bei seiner Kandidatur für Listenplatz 3 knapp dem ehemaligen SPD-Landesvorsitzenden Christoph Matschie. Lemme wurde schließlich auf den fünften Listenplatz gewählt, der nicht zur Wiederwahl ausreichte, und schied somit aus dem Bundestag aus. Als Direktkandidat im Bundestagswahlkreis Eichsfeld – Nordhausen – Kyffhäuserkreis kam er mit 14,3 % der Stimmen auf den vierten Platz.

## Kritik
Im April 2021 wurde bekannt, dass Lemme während seiner Zeit als Abgeordneten einen regimetreuen aserbaidschanischen Praktikanten in seinem Bundestagsbüro beschäftige. Im Januar 2019 gründete Lemme die IGAplus GmbH, die auf die Vermittlung verschiedener Dienstleistungen und Produkte aus dem kaukasischen Raum spezialisiert ist. Seit April ist der ehemalige Praktikant in Lemmes Bundestagsbüro und heutige aserbaidschanische Parlamentsabgeordnete Nurlan Hasanov deren Geschäftsführer. Hasanov ist seit dem Jahr 2020 Vorsitzender der Freundschaftsgruppe aserbaidschanischer und deutscher Parlamentsabgeordneter. Lemme fungierte zudem bei der Parlamentswahl 2020 in Aserbaidschan als inoffizieller Wahlbeobachter und lobte den demokratischen Ablauf der Wahlen, es seien keine Verstöße erfasst worden. Im Gegensatz dazu berichtete die OSZE von massiven Verstößen bei Stimmauszählungen, unklaren Wählerlisten und Druck auf Wähler.